# 변호과오
변호과오란 변호사가 의뢰인에 대한 주의의무 충실의무를 위반하여 의뢰인에게 손해를 입힌 경우이다.

## 판례
- A씨는 1994년 아버지가 사망하면서 남긴 많은 빚을 감당할 수 없어 상속을 포기했는데 1999년과 2006년, 아버지의 채권자들이 A씨를 상대로 "빚을 갚으라"는 소송을 냈고 당시 이 사실을 몰랐던 A씨는 공시송달로 패소했는데 A씨는 판결의 존재를 알게 된 시점에서 14일 이내에 추완항소를 제기하면 다시 한 번 상속 포기를 주장하며 다툴 수 있으나 1999년에 있었던 판결에 대해 추완항소를 내야 한다는 의견은 밝히지 않았고 결국 A씨는 소송에서 졌다. A는 변호사를 상대로 소송을 제기하였고 변호사는 법률 조언 잘못을 이유로 2억 5000만원을 배상하게 되었다[1]

## 같이 보기
- 업무상 과실
- 법조윤리